# فرانك شايفر (مخرج أفلام)
فرانك شايفر (بالإنجليزية: Frank Schaeffer)‏ (3 أغسطس 1952 في سويسرا)؛ كاتِب ومؤلِّف، رسام، مخرج أفلام، كاتب سيناريو وروائي أمريكي.

## روابط خارجية
- فرانك شايفر على موقع IMDb (الإنجليزية)
- فرانك شايفر على موقع ألو سيني (الفرنسية)
- فرانك شايفر على موقع قاعدة بيانات الفيلم (الإنجليزية)